# Lior Shamriz
Lior Shamriz (né le 13 septembre 1978 à Ashkelon, Israël) est un écrivain, producteur et réalisateur. Il réside actuellement à Berlin.  
Il utilise le cinéma comme un espace idéal pour débattre d'idées. 

## Biographie
Son long-métrage Japon Japon (2006), produit de façon indépendante avec un micro-budget, a été présenté à une cinquantaine de festivals de films internationaux, parmi lesquels le Festival de Locarno, le Sarajevo Film Festival, les administrateurs du MoMA New Directors / New Films, BAFICI.